# Pillsbury (Dacota do Norte)
Pillsbury é uma cidade localizada no estado norte-americano de Dacota do Norte, no Condado de Barnes.

## Demografia
Segundo o censo norte-americano de 2000, a sua população era de 24 habitantes.
Em 2006, foi estimada uma população de 22, um decréscimo de 2 (-8.3%).

## Geografia
De acordo com o United States Census Bureau tem uma área de
0,6 km², dos quais 0,6 km² cobertos por terra e 0,0 km² cobertos por água.

## Localidades na vizinhança
O diagrama seguinte representa as localidades num raio de 32 km ao redor de Pillsbury.